# Петер Гулачи
Петер Гулачи (на унгарски: Péter Gulácsi) е унгарски футболист, вратар, който играе за РБ Лайпциг.

## Кариера
Гулачи започва кариерата си в МТК Будапеща през 2007. ФК Ливърпул го прилича под наем същата година. Там той основно е резерва на титулярня вратар Пепе Рейна.
Бива пращан под наем в ФК Херефорд Юнайтед, ФК Транмиър Роувърс и Хъл Сити. Записва добри изяви.
През 2013 той преминава в австрийския Ред Бул Залцбург със свободен транфер. Прави силни изяви, като европейските грандове започват да се интересуват от него.
През 2015 г. Гулачи преминава в немския РБ Лайпциг. В първия си сезон, записва 15 участия за първия тим и 2 за резервния.
От 2016 г. той играе само за първия отбор. Понастоящем е един от най-добрите вратари в Германия.